# Lasnamäe FC Ajax
Lasnamäe FC Ajax – estoński klub piłkarski z siedzibą w Tallinnie.

## Historia
Chronologia nazw:
- 1993–2003: Ajax Lasnamäe
- 2003–2005: F.C.A. Estel Tallinn
- od 2005: Ajax Lasnamäe

Klub został założony w 1993 jako Ajax Lasnamäe i występował w niższych ligach. W 2006 debiutował w najwyższej lidze estońskiej. W 2007 zajął ostatnie miejsce i opuścił najwyższą ligę. Przez trzy lata klub występował w Esliliiga, a w 2011 ponownie startował w Meistriliiga.